# Rádio Eldorado (Porto Alegre)
Rádio Eldorado é uma emissora de rádio brasileira sediada em Porto Alegre, capital do estado do Rio Grande do Sul. Opera na frequência FM 104,9 MHz, concessionada, respectivamente, em Barra do Ribeiro, e pertence à Rede Pampa de Comunicação.

## História
A rádio foi inaugurada em 15 de março de 1990 e passou por algumas modificações no passar dos anos. Entre os anos de 1991 até o final do ano de 1992, a rádio rodava predominantemente música sertaneja e românticas. Mais tarde no começo do ano de 1993, a rádio mudaria de estilo musical passando a veicular agora samba, pagode, axé, música sertaneja e música pop rock nacional. a emissora passou a transmitir música sertaneja até o ano de 1993, junto com os estilos musicais de samba, pagode, axé e música pop rock nacional. A partir do começo do ano de 1994, a emissora passa a transmitir com mais frequência na rádio somente os estilos musicais de samba, pagode e axé. No começo do ano de 1997 a emissora conta em sua programação somente com samba, pagode, swingueira e axé, transmitindo durante toda a programação da rádio, 24 horas por dia dedicando a emissora o dia inteiro, somente à esses 4 ritmos musicais até o final do ano de 2002. Em meados ao começo do ano de 2003, a Eldorado voltou a veicular o estilo pop rock nacional transmitindo até o final do ano de 2005 e começa a transmitir ritmos da black music como R&B, funk, rap nacional e hip hop americano. A partir em meados ao começo do ano de 2006, mudou novamente de estilos musicais ficando assim agora com mais frequência a passar a transmitir na emissora, 24 horas por dia, somente esses 3 ritmos musicais durante toda a programação da rádio, só que agora a rádio se dedicaria mais as músicas de ritmos da black music como; R&B, funk e música hip hop. E a partir em meados ao começo do ano de 2009, passou a transmitir na emissora com mais frequência, somente os estilos musicais de pagode e funk, continuando assim durante toda a programação da rádio Eldorado, somente com esses 2 ritmos musicais até julho 2018 que por conta da saída dos locutores para a rádio FM Express da mesma empresa, ela opera atualmente no piloto automático e está atualmente rodando 3 estilos musicais, pagode, samba e axé no dial 1020 AM, e de volta no FM desde 2 de julho de 2019 em 104.9 MHz transmitindo pagode, hip-hop, rap, pop, axé e funk.

## Mudanças de frequência
A partir de 1º de abril de 2014, a Eldorado passou a operar no canal FM 97,5 (anteriormente ocupada pela Jovem Pan, desativada em 31 de março, e pela Rádio Universal FM, que operou por mais de 20 anos). Esta mudança permitiu a implantação do canal FM da tradicional Rádio Pampa, a quarta emissora AM da capital com canal de retransmissão FM e a segunda do grupo (juntamente com a Rádio Grenal).
Em 1 de março de 2017, a Eldorado foi deslocada para o AM 1020 no lugar da repetidora da Rádio 104. Na frequência 97.5, foi promovida o retorno da Rádio Pampa no FM gaúcho.
Em 2 de julho de 2019, a emissora volta ao FM em 104,9 onde operava a FM Express, do mesmo grupo, que voltou a operar somente na internet.